# Garra mirofrontis
Garra mirofrontis är en fiskart som beskrevs av Chu och Cui, 1987. Garra mirofrontis ingår i släktet Garra och familjen karpfiskar. Inga underarter finns listade i Catalogue of Life.